# 嘉義市政府財政處
嘉義市政府財政處（簡稱財政處），1982年成立，2018年併入嘉義市政府財政稅務局，是嘉義市政府的直屬機關。處長之下共有5科，分別是財務管理科、公有財產科、庫款支付科、金融及菸酒管理科和出納科。

## 組織架構
嘉義市政府財政處在處長及副處長之下設有5科。
- 處長
  - 副處長

### 內部單位

#### 財務管理科
- 年度歲入預算及追加減預算之會編(含特別預算、特種基金預算)
- 庫款調度事項
- 年度預算、特別預算及基金貸款、撥款、償還事宜
- 墊付款之審核及核撥事項
- 災害準備金之動支審議及核撥
- 辦理公庫合約及專戶設立核定事項
- 年度收支結束歲入保留事項
- 歲入分配預算之彙編
- 市庫收入退還事項
- 歲入預算科目轉正事項
- 各項單照之管理印製、核發及抽查稽核等事項
- 推動民間參與公共建設業務

#### 公有財產科
- 市有財產之清查登記事項
- 市有公產房地賦稅之繳納及申請減免事項
- 市有非公用房地之承租、換約、退租、租金查定發單及催繳等事項
- 市屬機關學校租用民有土地案件之事項
- 市有非公用財產糾紛訴訟案件處理事項
- 市屬機關學校財產業務之督導
- 市有財產之報廢、報損及賠償等事項
- 各類財產報表之彙編事項
- 市有財產審議委員會提案事項
- 其他公有財產案件之處理事項

#### 庫款支付科
- 支付業務之規劃
- 支付法案之登記、處理及其預算餘額之查對
- 支付憑證之點收、檢查及審核
- 各機關簽證人員印鑑卡之保管、驗對及更換
- 市庫支票之請領、保管、登記及編報
- 市庫支票之簽開、覆核及分發
- 已簽發市庫支票註銷、補發、換發等特案之處理
- 各項庫款支付報表之編製及處理
- 即時更新支付款項訊息，以利民眾及受款人查核存帳款項入戶明細資料
- 庫款支付查帳入口網站

#### 金融及菸酒管理科
- 信用合作社金融業務之督導、管理、考核與輔導事項
- 核轉信用合作社總分支機構設立、變更、合併、解散、遷移及裁撤事項之申請
- 信用合作社各種會議議決審查事項
- 信用合作社各項選舉事項之處理
- 地方金融消費者保護相關業務
- 菸酒管理行政事項
- 研擬及執行年度抽檢菸酒業者作業實施方案
- 檢舉案件與移來案件之處理事項
- 菸酒稽查與取締業務
- 緝獲物之扣押、封存、保管及處分事項
- 未變性酒精管理與銷售明細表函報
- 酒類標示管理有關事項

#### 出納科
- 員工薪資清冊之編製及轉帳發放
- 代扣編制員工公保、健保、退撫基金及各種貸款
- 各項支票之會簽及解繳
- 圖說費之收繳
- 零用金之管理
- 防護業務
- 公庫專戶之管理、簽開支票及轉匯
- 保管品及有價證券之寄存與提領
- 所得稅之扣繳及申報
- 退休人員（含眷屬）健保保費之催收、發據及彙繳中央健康保險局

## 外部連結
- 嘉義市政府財政處（页面存档备份，存于）（中文）（英文）